# Ludwig von Salm-Hoogstraeten
El Conde Ludwig von Salm-Hoogstraeten (pronunciación en alemán: /ˈluːtvɪç fɔn ˈzalm ˈhoːkˌʃtʁaːtn̩/; en húngaro: Salm Lajos /sɒlm ˈlɒjoʃ/; 24 de febrero de 1885 – 23 de julio de 1944), apodado "Ludi", fue un jugador de tenis austriaco de la era pre-Abierta. Compitió en el evento individual masculino al aire libre en los Juegos Olímpicos de Estocolmo 1912. Llegó a los cuartos de final, donde perdió contra el sudafricano Harold Kitson en sets corridos.
Salm-Hoogstraeten jugó en seis encuentros para el equipo austriaco de la Copa Davis entre 1924 y 1928, con un récord de cuatro victorias y ocho derrotas.

## Primeros años y familia
El Conde Salm nació el 24 de febrero de 1885 en Bad Homburg vor der Höhe, Alemania, hijo del Conde Alfred von Salm-Hoogstraeten, un oficial de caballería prusiano en la Guerra Franco-Prusiana, y la Baronesa Adolphine von Erlanger. Tuvo tres hermanos, Alfred, Otto y Alexander. Los dos últimos también fueron jugadores de tenis, formaron un equipo de dobles, fueron campeones austriacos y compitieron en el Campeonato de Tenis Bajo Techo de los Estados Unidos 1914. Su familia poseía una finca en Reichenau, Baja Austria, y como el hijo mayor, era el primero en la línea de sucesión para heredarla.

## Carrera en el tenis

### 1910–1914
Ludwig von Salm fue particularmente exitoso en competiciones de dobles. Su carrera antes de la Primera Guerra Mundial incluyó una final mixta en el torneo de Les Avants con la Srta. Turner, que perdió contra Eric Pockley y la Srta. Brook-Smith. En abril de 1911 ganó el dobles de San Remo junto con Anthony Wilding tras derrotar al dúo alemán de Curt Bergmann y Friedrich Rahe. Ese mismo mes se separaron para el campeonato del Croquet et Lawn-Tennis Club de Cannes, Wilding jugó con A. Wallis Myers, Salm eligió a Robert Kleinschroth, y los cuatro se enfrentaron en la semifinal, que fue ganada por Wilding y Myers. En 1912 fue subcampeón individual del torneo del Golf Club de Biarritz, perdiendo contra Rahe; sin embargo, tuvo éxito en dobles, ganando el primer Campeonato de Rusia en dobles emparejado con el favorito local Mikhail Sumarokov-Elston. En 1913, fue semifinalista en dobles del Masters de Montecarlo con el francés Max Decugis, pero cedieron la victoria a Kleinschroth y Rahe en un partido de dos sets. En 1914, emparejado nuevamente con Wilding, ganaron el título de dobles de Cannes al vencer a Decugis y Gordon Lowe. En Niza, Wilding y Craig Biddle derrotaron a Salm y Gordon Lowe. Ese mismo año, fue finalista en dobles mixtos del Campeonato Mundial en Pista Dura y en dobles del Campeonato de Francia. En el primero, junto con Suzanne Lenglen, fueron derrotados por Elizabeth Ryan y Max Decugis. En el segundo, él y William Laurentz perdieron en la ronda de desafío ante los defensores del título Max Decugis y Maurice Germot.
Aunque solo llegó a la segunda ronda del Wimbledon en individuales en 1913, le fue mejor en el All England Plate, un torneo de consolación para los participantes eliminados, donde fue eliminado por Horace Rice en la cuarta ronda. En 1914, Salm logró su mayor éxito en el Campeonato de Francia al avanzar a la final de Todos Contra Todos del torneo, donde se vio obligado a abandonar el partido contra Jean Samazeuilh en el quinto set debido al cansancio. Una semana después, llegó a la final del Campeonato Mundial en Pista Dura, perdiendo ante Anthony Wilding en sets corridos.

### 1920–1930, controversias en la cancha
Después de la guerra, hizo su regreso en el Campeonato Internacional de Tenis de Alemania de 1920, ganando el título de dobles con Oscar Kreuzer. En 1924, los clubes de tenis de la Riviera Francesa le negaron la entrada a sus campeonatos por su falta de deportividad. En 1925, su licencia de juego fue suspendida por la Federación Austriaca de Tenis por no presentarse a un partido internacional en Breslavia (esta prohibición fue levantada un par de años después). Durante esa temporada, violó el código de conducta en varias ocasiones. En un partido de dobles en Viena, insultó a su compañera recurrente Suzanne Lenglen hasta el punto de que ella dejó caer su raqueta y abandonó el partido. También provocó al jugador irlandés Charles Scroope en un encuentro de Copa Davis cuestionando constantemente las decisiones del árbitro.
En 1926, llegó a los cuartos de final del Torneo de Roland Garros  de 1926 junto a Béla von Kehrling; fueron derrotados por los eventuales ganadores Howard Kinsey y Vincent Richards. También en 1926, ganó el torneo del Rot-Weiss Tennis Club de Berlín, una victoria que causó un gran escándalo. El Conde Salm insultó verbalmente a su oponente de 18 años, Herman Wetzel, quien luego abandonó la cancha en el segundo set. Los jueces anularon la primera decisión y otorgaron el partido a Salm, razonando que Wetzel había abandonado la cancha voluntariamente. Fue la segunda vez en un año que el mal comportamiento de Salm causaba controversia internacional, y como resultado, se solicitó una prohibición oficial para negarle el acceso a torneos. En otra ocasión en 1928, mientras participaba en dobles mixtos en Cannes, llamó la atención cuando abandonó la cancha indignado durante un partido después de que una pelota volara desde fuera, distrayéndolo y provocando que perdiera el punto. Regresó cuando escuchó las risas de los espectadores. Su compañera, Blanche Gladys Duddell, esposa de Edward Murray Colston, II barón de Roundway, se molestó por las acciones del conde, y su esposo protestó oficialmente durante esta interrupción para asegurar que las reglas impidieran que el conde volviera a abandonar la cancha.
En 1928, en el torneo del New Courts Club en Cannes, Salm se asoció con el campeón austriaco Hermann von Artens y ganó el dobles sin perder un set. En 1929, el equipo austriaco llegó a las semifinales del Campeonato del Sur de Francia, donde fueron detenidos por René Gallèpe y Charles Aeschlimann. En 1930, ganó el dobles del Torneo de Kitzbühel junto al eventual número uno del mundo Bill Tilden. También fue subcampeón en Ostende, Venecia y Merano con tres compañeros diferentes. En 1931, obtuvo el segundo lugar en el torneo de veteranos individuales del Campeonato Internacional de Francia de 1931, perdiendo en dos sets seguidos contra el británico Leighton Crawford.

## Vida personal y muerte
Durante la Primera Guerra Mundial, el Conde von Salm-Hoogstraeten sirvió como oficial de dragones en el Ejército Austriaco y como asistente militar del gobernador de Viena. Después de la guerra, se estableció en Viena, donde perdió gran parte de su fortuna y propiedades en juegos de cartas en el Jockey Club. Se casó con su primera esposa, Anne-Marie von Kramsta, el 30 de junio de 1909. Su segundo matrimonio, el 8 de enero de 1924, fue con la heredera estadounidense Millicent Rogers y produjo un hijo, pero la pareja se había divorciado antes de que él naciera. Además de jugar al tenis, ocasionalmente actuaba en películas gracias a su amigo el Conde Alexander Kolowrat, quien era productor de cine y propietario de Sascha-Film. Su director, Mihály Kertész, animó a Kolowrat a ofrecerle a Salm papeles en películas y contratarlo.
Fue elegido para tres largometrajes junto a Lucy Doraine, incluyendo Masters of the Sea y A Vanished World. En 1929, publicó un libro dedicado a su hijo, Peter, titulado Mein lieber Peter ... beichte eines vaters. Mientras vivía en Austria, daba clases privadas de etiqueta en el tenis y juego limpio a los niños vieneses. Después de su quiebra financiera, Salm se mudó a Budapest y empezó un negocio de vinos. Alquiló y vivió en una habitación en el segundo piso del Intercontinental Budapest.
El 23 de julio de 1944, se lanzó desde el balcón del hotel hacia el Paseo del Danubio y murió inmediatamente. Según el Winona Daily News, lo hizo porque los nazis habían llegado para arrestarlo debido a su ascendencia judía. Según su amigo Sidney Wood, la causa principal de su suicidio fue que el régimen nazi lo presionó para que se dedicara al espionaje, lo cual se negó a hacer y por ello la SS quería capturarlo. Sin embargo, según el Jewish Criterion, él era un colaborador nazi y un ferviente antisemita que decidió acabar con su vida por temor a represalias posguerra. Fue enterrado el 28 de julio de 1944; su funeral se convirtió en un evento social.

## Ascendencia
|  |                                                          |  |  |  |  |  |  |  |  |  |  |  |  |  |  |  |
|  | 16. Maximilian Friedrich, Prince of Salm-Salm            |  |  |  |  |  |  |  |  |  |  |  |  |  |  |  |
|  |                                                          |  |  |  |  |  |  |  |  |  |  |  |  |  |  |  |
|  |                                                          |  |  |  |  |  |  |  |  |  |  |  |  |  |  |  |
|  | 8. Prince Konstantine Alexander of Salm-Salm             |  |  |  |  |  |  |  |  |  |  |  |  |  |  |  |
|  |                                                          |  |  |  |  |  |  |  |  |  |  |  |  |  |  |  |
|  |                                                          |  |  |  |  |  |  |  |  |  |  |  |  |  |  |  |
|  | 17. Landgravine Marie Luise of Hesse-Rheinfels-Rotenburg |  |  |  |  |  |  |  |  |  |  |  |  |  |  |  |
|  |                                                          |  |  |  |  |  |  |  |  |  |  |  |  |  |  |  |
|  |                                                          |  |  |  |  |  |  |  |  |  |  |  |  |  |  |  |
|  | 4. Count Albrecht Friedrich von Salm-Hoogstraeten        |  |  |  |  |  |  |  |  |  |  |  |  |  |  |  |
|  |                                                          |  |  |  |  |  |  |  |  |  |  |  |  |  |  |  |
|  |                                                          |  |  |  |  |  |  |  |  |  |  |  |  |  |  |  |
|  | 9. Catherine Bender (Madam Salm de Loon)                 |  |  |  |  |  |  |  |  |  |  |  |  |  |  |  |
|  |                                                          |  |  |  |  |  |  |  |  |  |  |  |  |  |  |  |
|  |                                                          |  |  |  |  |  |  |  |  |  |  |  |  |  |  |  |
|  | 2. Count Alfred Wilhelm von Salm-Hoogstraeten            |  |  |  |  |  |  |  |  |  |  |  |  |  |  |  |
|  |                                                          |  |  |  |  |  |  |  |  |  |  |  |  |  |  |  |
|  |                                                          |  |  |  |  |  |  |  |  |  |  |  |  |  |  |  |
|  | 10. Count Karl Wilhelm von Bohlen                        |  |  |  |  |  |  |  |  |  |  |  |  |  |  |  |
|  |                                                          |  |  |  |  |  |  |  |  |  |  |  |  |  |  |  |
|  |                                                          |  |  |  |  |  |  |  |  |  |  |  |  |  |  |  |
|  | 5. Countess Luise von Bohlen                             |  |  |  |  |  |  |  |  |  |  |  |  |  |  |  |
|  |                                                          |  |  |  |  |  |  |  |  |  |  |  |  |  |  |  |
|  |                                                          |  |  |  |  |  |  |  |  |  |  |  |  |  |  |  |
|  | 11. Henriette Auguste von Ingersleben                    |  |  |  |  |  |  |  |  |  |  |  |  |  |  |  |
|  |                                                          |  |  |  |  |  |  |  |  |  |  |  |  |  |  |  |
|  |                                                          |  |  |  |  |  |  |  |  |  |  |  |  |  |  |  |
|  | 1. Count Ludwig von Salm-Hoogstraeten                    |  |  |  |  |  |  |  |  |  |  |  |  |  |  |  |
|  |                                                          |  |  |  |  |  |  |  |  |  |  |  |  |  |  |  |
|  |                                                          |  |  |  |  |  |  |  |  |  |  |  |  |  |  |  |
|  | 24. Ludwig Moritz Erlanger                               |  |  |  |  |  |  |  |  |  |  |  |  |  |  |  |
|  |                                                          |  |  |  |  |  |  |  |  |  |  |  |  |  |  |  |
|  |                                                          |  |  |  |  |  |  |  |  |  |  |  |  |  |  |  |
|  | 12. Baron Raphael von Erlanger                           |  |  |  |  |  |  |  |  |  |  |  |  |  |  |  |
|  |                                                          |  |  |  |  |  |  |  |  |  |  |  |  |  |  |  |
|  |                                                          |  |  |  |  |  |  |  |  |  |  |  |  |  |  |  |
|  | 6. Baron Victor Alexander von Erlanger                   |  |  |  |  |  |  |  |  |  |  |  |  |  |  |  |
|  |                                                          |  |  |  |  |  |  |  |  |  |  |  |  |  |  |  |
|  |                                                          |  |  |  |  |  |  |  |  |  |  |  |  |  |  |  |
|  | 26. Johann Valentin Albert                               |  |  |  |  |  |  |  |  |  |  |  |  |  |  |  |
|  |                                                          |  |  |  |  |  |  |  |  |  |  |  |  |  |  |  |
|  |                                                          |  |  |  |  |  |  |  |  |  |  |  |  |  |  |  |
|  | 13. Ida Mary Albert                                      |  |  |  |  |  |  |  |  |  |  |  |  |  |  |  |
|  |                                                          |  |  |  |  |  |  |  |  |  |  |  |  |  |  |  |
|  |                                                          |  |  |  |  |  |  |  |  |  |  |  |  |  |  |  |
|  | 3. Baroness Adolphine von Erlanger                       |  |  |  |  |  |  |  |  |  |  |  |  |  |  |  |
|  |                                                          |  |  |  |  |  |  |  |  |  |  |  |  |  |  |  |
|  |                                                          |  |  |  |  |  |  |  |  |  |  |  |  |  |  |  |
|  | 7. Henriette von Bognar                                  |  |  |  |  |  |  |  |  |  |  |  |  |  |  |  |
|  |                                                          |  |  |  |  |  |  |  |  |  |  |  |  |  |  |  |
|  |                                                          |  |  |  |  |  |  |  |  |  |  |  |  |  |  |  |

Fuente: 

## Obras citadas

### Medios en línea
- «Count Ludi Salm». Internet Movie Database. Consultado el 23 de junio de 2024.
- «Ludwig von Salm-Hoogstraeten Olympic Results». sports-reference.com. Archivado desde el original el 18 de abril de 2020. Consultado el 23 de junio de 2024.
- Mein lieber Peter ... beichte eines vaters. OCLC. OCLC 18569452 – via WorldCat.
- «Die Doppelsieger seit 1902» [Doubles Champions since 1902]. Norddeutscher Rundfunk (en alemán). ARD. Consultado el 23 de junio de 2024.
- «Count Mikhail Sumarokov-Elston – Tennis – Russian Sport – Biographies». RusArtNet.com. Archivado desde el original el 4 de marzo de 2016. Consultado el 23 de junio de 2024.
- «Sensation caused by appearance of Count Salm». Getty Images. Carlyle Group. 24 de junio de 1929. Consultado el 23 de junio de 2024.
- «Ludwig Salm». The Championships, Wimbledon. All England Lawn Tennis and Croquet Club. Consultado el 23 de junio de 2024.

### Libros
- Asociación de Tenis de los Estados Unidos (1931). American Lawn Tennis (25 edición). American Lawn Tennis Publishing Company.
- Benoit, Arthur (1878). Une page inédite de l'histoire de la principauté de Salm [An unedited page in the history of the Salm principality] (en francés). Archivado desde el original el 4 de marzo de 2016. Consultado el 8 de julio de 2013.
- Niemann, A (1872). «Salm-Salm». Almanaque de Gotha (en francés). Justus Perthes.
- Varnhagen, Rahel (2001). Briefwechsel mit Ludwig Robert (en alemán). C.H.Beck. ISBN 9783406482564.
- Bergvall, Erik (1913). The Fifth Olympiad – The Official Report (of) The Olympic Games of 1912 (PDF). London, United Kingdom: The Swedish Olympic Committee.
- Wood, Sidney (2011). The Wimbledon Final That Never Was.... New Chapter Press. ISBN 9780942257847. Archivado desde el original el 9 de agosto de 2013.